# За Македония заедно
За Македония заедно е политическа коалиция в Република Македония, водена от Социалдемократическият съюз на Македония и Либерално-демократическата партия. Тя е създадена преди местните избори през 2000 година и е с променлив състав, участва във всички следващи парламентарни и местни избори. На парламентарните избори през 2008 година партиите от коалицията образуват коалиция „Слънце – Коалиция за Европа“.
До парламентарните избори през 2002 година коалицията напускат Лигата за демокрация и Социалистическата партия на Македония. В същото време към коалицията се присъединяват няколко по-малки партии, главно представляващи етническите малцинства, това са: Демократическа партия на турците в Македония, Демократическа лига на бошняците, Обединена партия на ромите, Демократическа партия на сърбите в Македония, Демократически съюз на власите, Работническа земеделска партия, Социалистическа християнска партия на Македония и Зелена партия на Македония.
Преди парламентарните избори през 2006 година коалицията напуска Демократическата лига на бошняците.

## Състав

### 2000
- Социалдемократически съюз на Македония
- Либерално-демократическа партия
- Социалистическа партия на Македония
- Лига за демокрация

### 2002
- Социалдемократически съюз на Македония
- Либерално-демократическа партия
- Демократическа партия на турците в Македония
- Демократическа лига на бошняците
- Обединена партия на ромите
- Демократическа партия на сърбите в Македония
- Демократически съюз на власите
- Работническа земеделска партия
- Социалистическа християнска партия на Македония
- Зелена партия на Македония

### 2006
- Социалдемократически съюз на Македония
- Либерално-демократическа партия
- Демократическа партия на турците в Македония
- Обединена партия на ромите
- Демократическа партия на сърбите в Македония
- Демократически съюз на власите
- Работническа земеделска партия
- Социалистическа християнска партия на Македония
- Зелена партия на Македония

|  | Тази страница частично или изцяло представлява превод на страницата „За Македонија заедно“ в Уикипедия на македонски. Оригиналният текст, както и този превод, са защитени от Лиценза „Криейтив Комънс – Признание – Споделяне на споделеното“, а за съдържание, създадено преди юни 2009 година – от Лиценза за свободна документация на ГНУ. Прегледайте историята на редакциите на оригиналната страница, както и на преводната страница, за да видите списъка на съавторите. ВАЖНО: Този шаблон се отнася единствено до авторските права върху съдържанието на статията. Добавянето му не отменя изискването да се посочват конкретни източници на твърденията, които да бъдат благонадеждни. |